# Lacosamide
Lacosamide (merknaam: Vimpat van UCB) is een anti-epileptisch geneesmiddel. De Europese Commissie vergunde het middel in de Europese Unie op 29 augustus 2008. In de Verenigde Staten werd het middel in juni 2009 gelanceerd.
Lacosamide werd in de jaren 1990 gesynthetiseerd door de Amerikaanse chemicus Harold Kohn aan de Universiteit van Houston en verder ontwikkeld door het farmaceutische bedrijf Schwarz Pharma, dat sedert 2007 een dochtermaatschappij van UCB is. Vooraleer lacosamide als International Nonproprietary Name werd aanvaard, werd het middel ook aangeduid als harkoseride en erlosamide.
Het is enkel verkrijgbaar op voorschrift, voor de behandeling van partieel beginnende epileptische aanvallen als toevoeging aan andere anti-epileptische geneesmiddelen. Sinds december 2016 mag het ook als monotherapie worden voorgeschreven. Het is beschikbaar als tabletten, siroop of oplossing voor infusie.
De precieze werking van het middel is nog niet duidelijk, maar lacosamide blijkt de activiteit te remmen van spanningsafhankelijke natriumkanalen in zenuwcellen. Langs die natriumkanalen gebeurt de overdracht van elektrische impulsen tussen zenuwcellen. Daarnaast zou het ook een invloed hebben op de groei van axonen en op de neurale plasticiteit.